# Elymnias ceryxoides
Elymnias ceryxoides är en fjärilsart som beskrevs av De Nicéville 1895. Elymnias ceryxoides ingår i släktet Elymnias och familjen praktfjärilar. Inga underarter finns listade i Catalogue of Life.